# Manowar
Manowar es una banda estadounidense de heavy metal y power metal formada en Auburn, Nueva York, en 1980. La temática de sus letras está inspirada por la poesía épica, las batallas, la hechicería y la mitología, especialmente la nórdica, romana y griega
En 1984 superaron el récord Guinness de 126 dB, alcanzados por The Who en 1976, como el grupo musical con el sonido más potente. Posteriormente lo volvieron a superar en dos ocasiones. En 2008 dieron el concierto de heavy metal más largo de la historia, en Bulgaria, que duró cinco horas y diez minutos.

## Biografía

### Inicios y primeros álbumes
Joey DeMaio estaba trabajando como técnico de bajo y encargado de la pirotecnia para Black Sabbath en la gira de Heaven and Hell, cuando conoció a Ross the Boss (Ross Friedman, o también Ross Funicello, ex-Dictators) que tocaba a la sazón para Shaking Street, los teloneros de Black Sabbath en esos momentos.

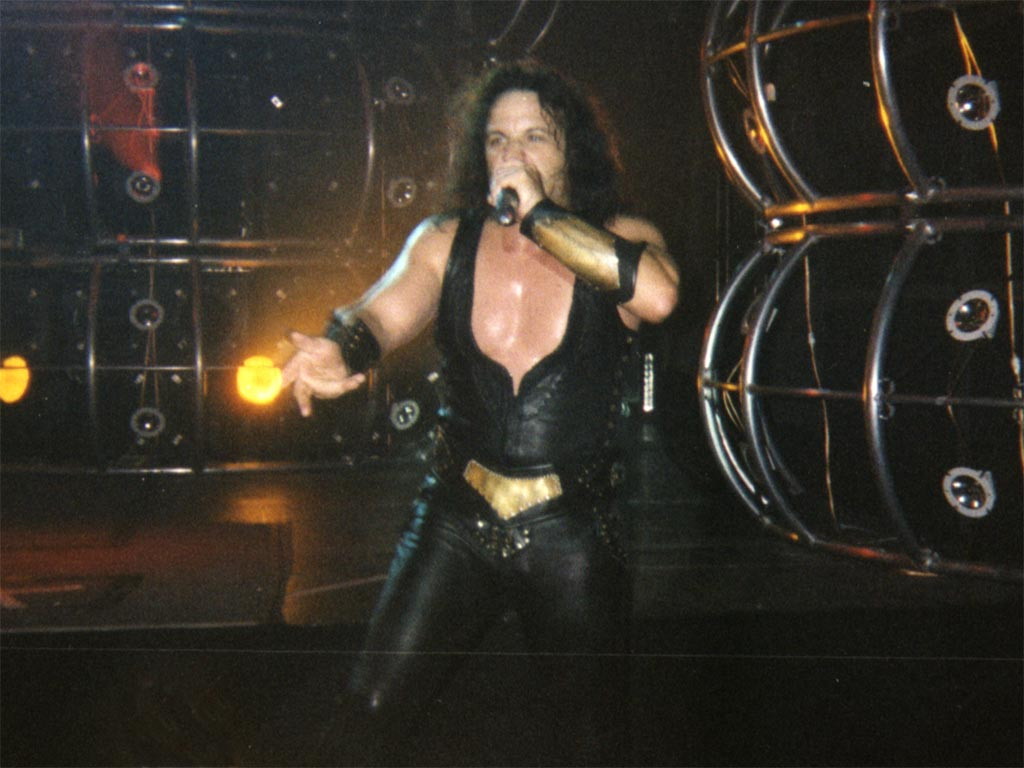
Eric Adams, vocalista de Manowar.

Posteriormente reclutaron al vocalista Eric Adams, al cual DeMaio conocía ya desde la escuela, y al baterista Donnie Hamzik, y ya con el nombre de Manowar grabaron su primer álbum Battle Hymns, en 1982, que incluía la canción Dark Avenger con una narración recitada por Orson Welles. Al año siguiente firman un contrato con el sello Megaforce Records, y graban su segundo álbum Into Glory Ride con Scott Columbus sustituyendo a Hamzik en la batería. Columbus trajo consigo su propia manera de tocar la percusión cambiando el kit estándar por uno personalizado de acero inoxidable. Su tercer álbum Hail To England fue mezclado y grabado en tan sólo seis días. Después aparecería Sign Of The Hammer, originalmente lanzado por "10 Records", disco disonante que comenzaba a afianzar a Manowar como grupo, gracias a su as siempre presente: la potencia. Con Sign of the Hammer realizaron su primera gira europea, la cual dio inicio en Bélgica, y en todos los países tocaron frente a un enorme público, siempre en aumento. Los metaleros reconocieron como verdaderos himnos canciones de este disco tales como Thor the Powerhead y la canción homónima del mismo.

### Contrato con Atlantic Records y años 1990
Tras Sign of the Hammer firman con Atlantic Records y se abre paso en la escena metalera Fighting The World, primer disco en los canales del metal en ser grabado en formato totalmente digital, considerado uno de sus mejores álbumes, que poseía temas como Fighting the World o Carry On siendo, sin embargo, un álbum de corte más comercial, en apariencia.
En 1988 publican Kings of Metal. A partir de este disco, el grupo fue totalmente identificado por el público con el mismo nombre del álbum, como una sola cosa, al ser uno de los discos que más refuerza su filosofía, en temas como Kings of Metal, o Blood of the Kings'.
Los dos desafíos más grandes que se propuso la banda en este trabajo quedaron plasmados en forma de dos canciones: The Crown and the Ring, que se interpretó en una catedral antiquísima, con un coro de cien voces masculinas, y The Sting of the Bumblebee, basada en la obra clásica El vuelo del moscardón de Nikolái Rimski-Kórsakov, y que Joey DeMaio adaptó a su instrumento, el bajo eléctrico, interpretándola a una velocidad impensable, en una pura demostración de virtuosismo.
El siguiente disco, The Triumph Of Steel, editado en 1992, contiene un tema conceptual basado en la Ilíada, de Homero, de 28:38 minutos de duración, conformando todo un clásico del grupo: Achilles: Agony and Ecstasy in Eight Parts. Este disco es sin duda uno de los más peculiares de la banda, debido a la mencionada "suite", la cual es la canción más larga en la historia del grupo, aunque incluye, en contraste, una de las baladas más exitosas de Manowar: Master of the Wind, y un himno que es de por sí una declaración de principios: Metal Warriors.
Además cuenta con una singular canción llamada Spirit Horse of the Cherokee, que describe fielmente las creencias y destino de estos indios de Norteamérica. El batería en este álbum no fue otro que Rhino, una auténtica ametralladora del doble bombo, siendo su guitarrista en aquel entonces David Shankle, gran virtuoso de las seis cuerdas y maestro de la técnica del Shred. The Triumph of the Steel alcanza el gold status en Alemania, país particularmente caro a los afectos de la banda, y se torna un disco extremadamente popular entre los seguidores del grupo, por su exuberancia épica, y su sonido rápido, agresivo y metálico.
Posteriormente a la gira del anterior álbum, Rhino y Shankle abandonan la banda, el primero porque Scott Columbus vuelve al grupo, y el segundo, porque decidió continuar perfeccionando su técnica en solitario. En 1994 DeMaio conoce en una carrera de motos a Karl Logan, que se convertirá en el nuevo guitarrista de Manowar. Ya con la formación Adams, DeMaio, Columbus y Logan, grabaron en 1996 el disco Louder Than Hell.

### Años 2000
En el año 2002, y después de 6 años tras Louder Than Hell, Manowar retorna con un nuevo disco de estudio: Warriors Of The World, decimotercer álbum oficial, el cual es lanzado por el sello Nuclear Blast. Entre las particularidades de este CD, destaca una versión reelaborada del aria Nessun dorma, de Giacomo Puccini, cantada por Eric Adams. No sería hasta cuatro años más tarde, que se conocieran noticias discográficas acerca de Manowar: el grupo tenía planificado para el mes de abril del año 2006 la salida de su álbum Gods of War, pero no fue hasta febrero del 2007 en Europa y en abril de 2007 en Estados Unidos que salió al mercado, debido a un accidente de motocicleta del guitarrista Karl Logan en 2006. Esta vez se publicó por su propio sello "Magic Circle Music".
Este nuevo álbum tiene inclinaciones nórdicas en sus elementos temáticos y compositivos.
Gods of War es un trabajo épico, desarrollado a través de múltiples partes, las cuales incluyen referencias a Odín, el dios nórdico de la guerra, la poesía y la magia, Loki, figura mitológica nórdica del mal y el engaño, y Sleipnir, el corcel de Odín, ser mítico de ocho patas que simbolizaban los ocho vientos que soplan desde sus respectivos puntos cardinales, según la cosmología norsa.
"Con este tipo de temas... cuando haces honor a Odín, dios de la Guerra, el jazz o la música country no ayudarían a crear la imagen mental necesaria, y no le harían justicia al Padre de los Dioses" -dice Joey DeMaio- "¡Heavy metal es lo necesario para contar esta historia!". [cita requerida]
Cuando finalmente Manowar publica Gods of War, el álbum ocupa el primer lugar en las listas de Alemania, el #2 en Grecia y se mantiene en puestos de honor de las listas de muchos países. El CD consta de 15 canciones conceptuales y de una pista adicional, narrando la historia del dios nórdico Odín, en su propio sacrificio por obtener la magia de las runas y la sabiduría suprema. En cuanto al bonus track, es un masivo himno a la hermandad del heavy metal.
El Álbum Gods of War tuvo como secuela una extensa gira denominada: Demons, Dragons and Warriors Tour en el año 2007

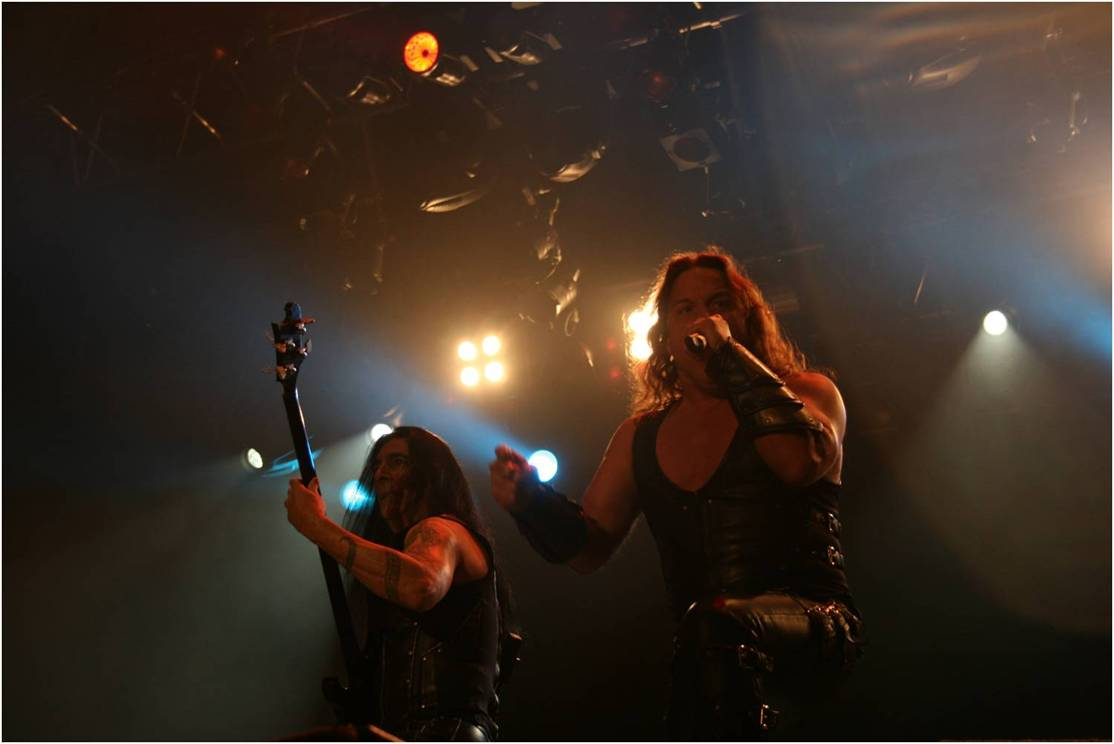
Manowar en directo, 2009

Cabe acotar que Manowar se consagró como la banda más ruidosa del mundo al alcanzar los 129.5 decibelios gracias a diez toneladas de amplificadores y altavoces en su gira Spectacle of Might (Espectáculo de Poder) en Gran Bretaña. El récord consta en el libro Guiness, y lo volvieron a romper en Hannover (Alemania), durante la gira del Fighting the World.

### Finales de los 2000 y nueva década
El 15 de septiembre de 2007 fueron desveladas las portadas de las dos versiones de su próximo EP The Sons of Odin, dibujadas por Ken Kelly. En tanto, en abril de 2008 el batería Rhino vuelve a la banda supliendo a Columbus por razones desconocidas, tocando en el histórico concierto en Kavarna (Bulgaria), donde ofrecieron el show más largo de la historia del heavy metal, durante más de 5 horas, siendo sustituido después de estos eventos por Donnie Hamzik (batería original de la banda). La separación definitiva de Scott Columbus de Manowar no se verificó hasta el año 2010, alegando de su parte que había sido, en parte, por diferencias con Joey DeMaio -el líder de la banda- y mayormente por razones económicas.
En el año 2009, salió a la luz el EP titulado Thunder in the Sky, con Hamzik oficialmente en la batería. La particularidad de este EP, es que consta de 6 canciones en el disco 1, y de 16 en el disco 2.
El 4 de abril de 2011 fallece el exbatería de Manowar Scott Columbus a la edad de 54 años, por causas desconocidas. Su muerte fue anunciada por el guitarrista Ross Boss Friedman, compañero suyo en el grupo durante varios años.
A mediados del 2012, después de cinco años y, posterior a la regrabación del Battle Hymns, publican el disco The Lord of Steel, nuevamente con el batería Donnie Hamzik, con un corte algo diferente a lo acostumbrado y por pasajes recordando riffs de sus grandes éxitos.
Años 2015 / actualidad
Manowar anuncian que emprenderán una última Gira Mundial, denominada "Final Battle World Tour", tras la cual se retirarán de los escenarios.

## Miembros

### Miembros actuales
- Eric Adams - Voz
- Joey DeMaio - Bajo, Teclado
- Michael Angelo Batio – guitarras
- Dave Chedrick – Batería

### Miembros antiguos
- Guitarristas:
  - Ross Friedman (alias "The Boss") (1980-1989); guitarrista y colaborador en diferentes grupos.
  - David Shankle (1989-1994); tocó antes en la ciudad de Chicago en bandas menores. Fue el elegido después de una prueba entre 150 guitarristas para reemplazar a Ross. Eric y Joey lo conocieron mientras grababan Kings of Metal en Chicago.
  - Karl Logan (1993-2018)
  - E.V. Martel - (2019-2022)

- Baterías:
  - Carl Canedy (1980-1981)
  - Donnie Hamzik (1981-1983, 2009-2017)
  - Kenny Earl Edwards (alias "Rhino") (1991-1994)
  - Scott Columbus (1983-1991, 1994-2008)
  - Marcus Castellani (2017–2019)
  - Anders Johansson (2019–2022)

## Discografía
- Battle Hymns (1982)
- Into Glory Ride (1983)
- Hail To England (1984)
- Sign Of The Hammer (1984)
- Fighting The World (1987)
- Kings of Metal (1988)
- The Triumph Of Steel (1992)
- Louder Than Hell (1996)
- Hell on Wheels Live´´ (1997)
- Hell on Stage live´´ (1999)
- Warriors Of The World (2002)
- Gods of War (2007)
- Thunder In The Sky - From The Asgard Saga EP (2009)
- Battle Hymns MMXI (2010)
- The Lord of Steel (2012)
- Kings of Metal MMXIV (2014)
- The Final Battle I EP (2019)
- Highlights From The Revenge Of Odysseus EP  (2022)
- `` Anthology Recopilacion 1997

## DVD
- Secrets of Steel (caja con 2 discos de Manowar y una cinta VHS)
- Hell on Earth Part I
- Warriors of the World United (mini DVD)
- Hell on Earth Part II (DVD doble, el segundo DVD es un concierto en Brasil)
- Hell on Earth Part III (DVD doble)
- Hell on Earth Part IV (DVD doble y disco compacto con dos canciones del álbum Gods of War)
- Hell on Earth Part V (DVD doble)
- The absolute power-The day that earth shook (DVD doble)
- Magic Circle Festival Vol I  (DVD doble)
- Magic Circle Festival Vol II  (DVD doble)
- Good of War  bonus DVD 2007